# Aloe perryi
Aloe perryi é uma espécie de liliopsida do gênero Aloe, pertencente à família Asphodelaceae.